# Publio Licinio Valeriano (console 265)
Publio Licinio Valeriano (latino: Publius Licinius Valerianus; fl. 265-268) è stato un console imperiale romano.
Detto talvolta il giovane, era il figlio minore dell'imperatore Valeriano e fratello dell'imperatore Gallieno. Talvolta è confuso col nipote, il Cornelio Valeriano figlio di Gallieno.

## Biografia
Secondo l'Historia Augusta, Valeriano il giovane era figlio dell'imperatore Valeriano e fratellastro dell'imperatore Gallieno; era di bell'aspetto, virtuoso, modesto, dotato di cultura; avrebbe inoltre ricevuto la carica di cesare dal padre e quella di augusto dal fratello, ma non vi sono altre testimonianze di queste due cariche. Gli storici moderni tendono a vedere questo contrasto artificioso, e considerano Valeriano il giovane il fratello di Gallieno, dunque figlio di Mariniana.
Fu nominato console per la seconda volta nel 265 (il fatto che il primo consolato non sia attestato sta ad indicare che si trattò di un consolato onorario).
Morì probabilmente nel 268, quando a Roma i membri della famiglia di Gallieno furono uccisi a seguito dell'assassinio dell'imperatore. L'Historia Augusta racconta che fu sepolto a Milano, in una tomba che per volere di Claudio il Gotico aveva l'iscrizione "Valeriano augusto".